# El Rosario (Cuscatlán)
El Rosario è un comune del dipartimento di Cuscatlán, in El Salvador.